# Замина
Замина (нем. Samina) — горная река, расположенная в Лихтенштейне и Австрии.
Протекает в узкой межгорной долине. Длина — приблизительно 17 км (Лихтенштейн — 12 км, Австрия — 5 км). Является второй по длине рекой княжества. Впадает в Илль на территории Австрии неподалёку от города Фельдкирх.
На территории Лихтенштейна расположена гидроэлектростанция, преобразованная в 2011—2015 годы в гидроаккумулирующую. Часть воды в Лихтенштейне отбирается для питьевого водоснабжения. Австрийская часть реки — популярное место для рафтинга.